# بريت كيندال
بريت كيندال (بالإنجليزية: Brett Kendall)‏ هو متزحلق جبال الألب نيوزلندي، ولد في 1957.

## وصلات خارجية
- بريت كيندال على موقع أوليمبيديا (الإنجليزية)
- بريت كيندال على موقع اللجنة الأولمبية النيوزيلندية (الإنجليزية)